# LEGIT
『LEGIT』（レジット）は、ナイトdeライトの通算14枚目のシングル。2020年1月に始まった、12カ月連続CDリリース企画の8枚目。2020年8月25日に発売。

## 概要
ナイトdeライトの13thシングル。
『enamorado』に続き、2020年の企画「12カ月連続CDリリース」の第8弾。
「12カ月連続CDリリース」でリリースされた各CDタイトルの頭文字を繋げると「Night de Light」となる仕掛けが施されている。

## 収録曲

### リスト
| #         | タイトル   | 作詞     | 作曲・編曲 | 時間 |
| --------- | ---------- | -------- | ---------- | ---- |
| 1.        | 「wave」   | 長沢紘宣 | 長沢紘宣   | 3:47 |
| 2.        | 「花火」   | 田中満矢 | 田中満矢   | 3:54 |
| 3.        | 「雨晴れ」 | 平野翔一 | 平野翔一   | 4:21 |
| 合計時間: | 合計時間:  | 12:02    |            |      |

### 収録曲について
1. wave
作詞/作曲:長沢紘宣
ドラムの音色は打ち込み音のように聞こえるが、実際に叩いている。
歌詞カードの歌詞の頭文字を繋げて読むと文章が出来上がる。
2. 花火
作詞/作曲:田中満矢
曲中にチュクチュクという奏法を用いている。
3. 雨晴れ
作詞/作曲:平野翔一
読み方は「あまばれ」。